# Devade pusilla
Devade pusilla là một loài nhện trong họ Dictynidae.
Loài này thuộc chi Devade. Devade pusilla được Eugène Simon miêu tả năm 1910.